# Jean Bretonnière
Pour les articles homonymes, voir Bretonnière.
Jean Bretonnière (Jean Marcel Bretonnière) est un acteur et chanteur français, né le 22 octobre 1924 à Tours (Indre-et-Loire) et mort le 13 mars 2001 à Romainville (Seine-Saint-Denis).

## Biographie
Fils de l'aviateur Marcel Bretonnière, un « as » de la guerre 14-18, il débute très jeune dans le spectacle, occupant d’abord divers emplois (figurant, régisseur, souffleur) avant d'entamer une carrière de chanteur fantaisiste au cabaret. On le retrouve ensuite au cinéma et surtout au théâtre, poursuivant dans la veine de la fantaisie, de préférence avec sa partenaire de prédilection Geneviève Kervine, qu'il épouse en secondes noces le 24 juin 1967 à Sérignan (Hérault). Leur fils unique, Marc Bretonnière, est comédien dans la comédie et le doublage.
Le couple Bretonnière-Kervine joue essentiellement pour les tournées Herbert-Karsenty dans les « villes chefs-lieux, telles que Jean-Claude Houdinière les définit[pas clair]. Parallèlement, l'été, Jean Bretonnière s’occupe de l’intendance de son camping de 11 hectares, « Le Phare-Ouest », à Sérignan-Plage. Ainsi en 1968-1969, il assure chaque soir l'animation en compagnie de Dominique Santarelli, un autre comédien et cascadeur de la troupe Renaud-Barrault, tandis que Jean Richard y présente un spectacle avec ses dauphins.
Dans les années 1980, Jean Bretonnière et Geneviève Kervine jouent, dans le cadre des tournées Charles Baret, la pièce de théâtre Peau de vache de Barillet et Grédy au Théâtre municipal de Laval, géré par Robert Bourzeix de 1955 à 1994.
Profondément marqué par le décès de sa femme en 1989, Jean Bretonnière se désintéresse dès lors de sa propre carrière et se consacre à sa mémoire.
Jean Bretonnière meurt le 13 mars 2001.

## Carrière

### Cinéma
Filmographie partielle
- 1949 : Chantons les saisons, court métrage d’Henri Cerutti
- 1951 : Sous le ciel de Paris de Julien Duvivier : le chanteur (et le créateur de la chanson Sous le ciel de Paris, paroles de Jean Dréjac et musique d'Hubert Giraud)
- 1952 : Le Gantelet vert (The Green Glove) de Rudolph Maté : le chanteur
- 1954 : Ma petite folie de Maurice Labro : Raoul Morel (avec Geneviève Kervine)
- 1956 : L'inspecteur connaît la musique de Jean Josipovici : Laurent
- 1956 : Villa sans souci de Maurice Labro : Jean Latour (avec Geneviève Kervine)
- 1956 : Cette sacrée gamine de Michel Boisrond : Jean Clery
- 1956 : Cinq millions comptant d'André Berthomieu : André Dargent (avec Geneviève Kervine)
- 1956 : C'est arrivé à Aden de Michel Boisrond : le prince de Khamarkar
- 1957 : Une gosse sensass de Robert Bibal : Pierre Leroy (avec Geneviève Kervine)
- 1957 : Quelle sacrée soirée de Robert Vernay : Jean Duclos
- 1957 : Paris Music Hall de Stany Cordier : Henri Michelin
- 1959 : Soupe au lait de Pierre Chevalier : Roland Mage dit « Soupe au Lait » (avec Geneviève Kervine)
- 1975 : Le Juge et l'Assassin de Bertrand Tavernier : le député

### Télévision
- 1967 : L’Ami Fritz de Georges Folgoas
- 1969 : En votre âme et conscience, épisode : L'Affaire Fieschi de  Claude Dagues
- 1980 : Au théâtre ce soir : Peau de vache de Pierre Barillet et Jean-Pierre Grédy, mise en scène Jacques Charon, réalisation Pierre Sabbagh, Théâtre Marigny : Alexis
- 1988 : Les Cinq Dernières Minutes (Dernier Grand Prix) de Gilles Katz
- 1989 : Les Enquêtes du commissaire Maigret, épisode : Jeumont, 51 minutes d'arrêt de Gilles Katz

## Opérettes et comédies musicales
- 1952 : Feu d'artifice, opérette, Théâtre Marigny
- 1953 : C'est écrit dans les étoiles, opérette, mise en scène Marc-Gilbert Sauvajon, Théâtre de Paris
- 1954 : Pampanilla, opérette de Jacques-Henri Rys, Théâtre de la Gaîté-Lyrique
- 1986-1988 : L’Homme de la Mancha, comédie musicale de Dale Wasserman, Mitch Leigh et Joe Darion adaptée en français par Jacques Brel, mise en scène Jean-Luc Tardieu, Maison de la Culture de Loire-Atlantique, Nantes puis Théâtre Marigny

## Théâtre
- 1958 : La Mouche bleue de Marcel Aymé, mise en scène Claude Sainval, Théâtre des Célestins
- 1964 : Mary, Mary de Jean Kerr, mise en scène Jacques-Henri Duval, Théâtre des Célestins
- 1968 : L'Amour en passant d'après Scènes de la vie d'une femme de Guy de Maupassant, mise en scène Pierre Franck, Théâtre Montansier, tournée Herbert-Karsenty
- 1969 : L'Amour en passant, Théâtre des Célestins
- 1969 : La Vie parisienne de Jacques Offenbach, livret Henri Meilhac et Ludovic Halévy, Théâtre des Célestins
- 1972 : Le Faiseur de Honoré de Balzac, mise en scène Pierre Franck, Théâtre Montansier, Théâtre des Célestins, tournée
- 1977 : La Magouille ou la cuisine française de Pierre-Aristide Bréal, mise en scène Jacques Fabbri, Théâtre de l'Œuvre
- 1986 : L'Homme de la Mancha de Dale Wasserman, mise en scène Jean-Luc Tardieu, Espace 44 Nantes
- 1988 : L'Homme de la Mancha de Dale Wasserman, mise en scène Jean-Luc Tardieu, Théâtre Marigny
- 1989 : Arsenic et vieilles dentelles de Joseph Kesselring, mise en scène Jean-Luc Tardieu, tournée
- 1992 : Les Enfants d’Édouard de Marc-Gilbert Sauvajon, mise en scène Jean-Luc Moreau, Théâtre Édouard VII

## Vie familiale
Jean Bretonnière est marié à la comédienne Geneviève Kervine (1931-1989). Leur fils, Marc Bretonnière, est également acteur.

## Distinctions
- 1950 : Grand Prix de la Chanson de l'ABC.
- 2001 : César d'honneur, ultime consécration.

## Citation
- « Je me souviens de Jean Bretonnière quand il chantait Toi ma p'tit' folie », Georges Perec, Je me souviens, 1971.